# Taking One for the Team Tour
El Taking One for the Team Tour fue una gira de conciertos realizados por el quinteto de Montreal Simple Plan, la gira se llevó a cabo durante los años 2016 y 2017 para promocionar y presentar su quinto álbum de estudio Taking One for the Team, las primeras fechas de la gira se empezaron a anunciar durante el mes de diciembre del 2015 cuando faltaban solo 2 meses para la salida del disco y la gira empezó una semana después de que el disco saliera a la venta. El 2 de diciembre de 2016, unos días antes de que empezaran, la gira por Sudamérica, la banda lanzó una canción navideña llamada Christmas Every Day.

## setlist de la gira
1. Opinion Overload
2. Jet Lag
3. Jump
4. I'd Do Anything
5. Boom!
6. The Rest of Us (solo en los primeros conciertos de la gira)
7. Welcome to My Life
8. Your Love is a Lie (en algunos conciertos en vez de esta canción tocaron Take My Hand)
9. Kiss Me Like Nobody's Watching (en algunos conciertos en vez de esta canción tocaron I Refuse, Singing in the Rain o Perfectly Perfect)
10. Uptown Funk / Can't Feel My Face (popurrí de canciones conocidas)
11. Can't Keep My Hands Off You
12. Summer Paradise
13. Farewell (solo en algunos conciertos)
14. Crazy
15. Nostalgic (solo en algunos conciertos)
16. I'm Just a Kid

Encore:
1. Shut Up!
2. Perfect World (en algunos conciertos en vez de esta canción tocaron Me Against the World)
3. This Song Saved My Life (en acústico) (en algunos conciertos en vez de esta canción tocaron Astronaut también en acústico)
4. Perfect

En los conciertos que no tocaban Farewell, tocaban Nostalgic después de Summer Paradise, en otros Everything Sucks después de Welcome to My Life y en el caso del concierto de Riga, tocaron The Worst Day Ever después de This Song Saved My Life y antes de Perfect.

## Fechas de la gira
Etapa 1:
| Europa                |                       |                 |                                        |
| 24 de febrero de 2016 | Madrid                | España          | Palacio Vistalegre                     |
| 26 de febrero de 2016 | Bilbao                | España          | Santana 27                             |
| 27 de febrero de 2016 | Barcelona             | España          | Sant Jordi Club                        |
| 28 de febrero de 2016 | Ramonville-Saint-Agne | Francia         | Le Bikini                              |
| 1 de marzo de 2016    | Bolonia               | Italia          | Estragon                               |
| 2 de marzo de 2016    | Milán                 | Italia          | Alcatraz                               |
| 3 de marzo de 2016    | Zúrich                | Suiza           | X-Tra                                  |
| 5 de marzo de 2016    | Praga                 | República Checa | Malá Sportovní Hala                    |
| 6 de marzo de 2016    | Viena                 | Austria         | Planet.tt Bank Austria Halle Gasometer |
| 7 de marzo de 2016    | Munich                | Alemania        | Tonhalle                               |
| 9 de marzo de 2016    | Lausanne              | Suiza           | Les Docks                              |
| 10 de marzo de 2016   | Colonia               | Alemania        | E-Werk                                 |
| 12 de marzo de 2016   | Hamburgo              | Alemania        | Grosse Freiheit 36                     |
| 13 de marzo de 2016   | Borgerhout            | Bélgica         | Trix Zaal                              |
| 15 de marzo de 2016   | Paris                 | Francia         | Le Cigale                              |
| 16 de marzo de 2016   | Lille                 | Francia         | L'Aéronef                              |
| 17 de marzo de 2016   | Estrasburgo           | Francia         | La Laiterie                            |
| 18 de marzo de 2016   | Utrecht               | Países Bajos    | TivoliVredenburg Ronda                 |
| 20 de marzo de 2016   | Bristol               | Inglaterra      | O2 Academy Bristol                     |
| 22 de marzo de 2016   | Nottingham            | Inglaterra      | Rock City                              |
| 23 de marzo de 2016   | Mánchester            | Inglaterra      | O2 Ritz                                |
| 24 de marzo de 2016   | Londres               | Inglaterra      | O2 Forum Kentish Town                  |

Etapa 2:
| Asia               |        |       |                     |
| 2 de abril de 2016 | Kobe   | Japón | WORLD Kinen Hall    |
| 3 de abril de 2016 | Chiba  | Japón | Makuhari Messe      |
| 4 de abril de 2016 | Tokio  | Japón | LIQUIDROOM          |
| 6 de abril de 2016 | Nagoya | Japón | Nagoya Club Quattro |

Etapa 3:
| Europa             |               |              |                        |
| 6 de mayo de 2016  | Stuttgart     | Alemania     | LKA Longhorn           |
| 8 de mayo de 2016  | Ghent         | Bélgica      | Vooruit Concertzaal    |
| 9 de mayo de 2016  | Groningen     | Países Bajos | De Oosterpoort         |
| 10 de mayo de 2016 | Frankfurt     | Alemania     | Batschkapp             |
| 12 de mayo de 2016 | Luxemburgo    | Luxemburgo   | Den Atelier            |
| 13 de mayo de 2016 | Villeurbanne  | Francia      | Le Transbordeur        |
| 15 de mayo de 2016 | Delémont      | Suiza        | Patinoire Régionale    |
| 16 de mayo de 2016 | Venaria Reale | Italia       | Teatro della Concordia |
| 17 de mayo de 2016 | Ciampino      | Italia       | Orion                  |
| 19 de mayo de 2016 | Dornbirn      | Austria      | Conrad Sohm            |
| 21 de mayo de 2016 | Berlin        | Alemania     | Astra                  |
| 23 de mayo de 2016 | Copenhague    | Dinamarca    | Vega                   |
| 24 de mayo de 2016 | Oslo          | Noruega      | Rockefeller Music Hall |
| 26 de mayo de 2016 | Estocolmo     | Suecia       | Gröna Lund             |
| 28 de mayo de 2016 | Helsinki      | Finlandia    | The Circus             |
| 30 de mayo de 2016 | Tallin        | Estonia      | Club Factory           |
| 31 de mayo de 2016 | Riga          | Letonia      | Palladium              |
| 1 de junio de 2016 | Vilnius       | Lituania     | Palace                 |

Etapa 4:
| Norteamérica, Centroamérica, Asia y Oceanía |                  |                |                                    |
| 13 de junio de 2016                         | Washington       | Estados Unidos | Unknown Venue                      |
| 22 de junio de 2016                         | Tampa            | Estados Unidos | Seminole Hard Rock Hotel & Casino  |
| 7 de julio de 2016                          | Winnipeg         | Canadá         | MTS Centre                         |
| 17 de julio de 2016                         | Calgary          | Canadá         | Calgary Stampede Coca Cola Stage   |
| 19 de julio de 2016                         | Mérida           | México         | Coliseo Yucatán                    |
| 21 de julio de 2016                         | Ciudad de México | México         | Pepsi Center WTC                   |
| 22 de julio de 2016                         | Monterrey        | México         | Arena Monterrey                    |
| 23 de julio de 2016                         | Zapopan          | México         | Calle 2                            |
| 30 de julio de 2016                         | Edmonton         | Canadá         | Northlands Grounds                 |
| 31 de julio de 2016                         | Tumbler Ridge    | Canadá         | Secondary School Field             |
| 6 de agosto de 2016                         | Lewisporte       | Canadá         | Mussel Bed Soiree                  |
| 8 de agosto de 2016                         | Pawtucket        | Estados Unidos | The Met                            |
| 9 de agosto de 2016                         | Orange           | Estados Unidos | Orange Ale House & Grille          |
| 11 de agosto de 2016                        | Saskatoon        | Canadá         | Sasktel Grandstand                 |
| 19 de agosto de 2016                        | Acton Vale       | Canadá         | Parc Donald Martin                 |
| 25 de agosto de 2016                        | Vancouver        | Canadá         | PNE Amphitheatre                   |
| 28 de agosto de 2016                        | Beijing          | China          | Hui Yuan M Zone Center             |
| 30 de agosto de 2016                        | Shanghái         | China          | Mixing Room at Mercedes-Benz Arena |
| 31 de agosto de 2016                        | Shanghái         | China          | Mixing Room at Mercedes-Benz Arena |
| 1 de septiembre de 2016                     | Seúl             | Corea del Sur  | Blue Square Samsung Card Hall      |
| 3 de septiembre de 2016                     | Bali             | Indonesia      | Garuda Wisnu Kencana               |
| 4 de septiembre de 2016                     | Yakarta          | Indonesia      | Ecovention Ecopark                 |
| 5 de septiembre de 2016                     | Singapur         | Singapur       | The Coliseum                       |
| 7 de septiembre de 2016                     | Kuala Lumpur     | Malaysia       | KL Live                            |
| 8 de septiembre de 2016                     | Bangkok          | Tailandia      | Moonstar Studio                    |
| 10 de septiembre de 2016                    | Sídney           | Australia      | Enmore Theatre                     |
| 11 de septiembre de 2016                    | Brisbane         | Australia      | The Triffid                        |
| 13 de septiembre de 2016                    | Melbourne        | Australia      | Prince Bandroom                    |
| 14 de septiembre de 2016                    | Melbourne        | Australia      | Prince Bandroom                    |
| 15 de septiembre de 2016                    | Melbourne        | Australia      | Prince Bandroom                    |
| 30 de septiembre de 2016                    | Ciudad de Iowa   | Estados Unidos | University of Iowa                 |
| 1 de octubre de 2016                        | Shawnee          | Estados Unidos | Shawnee Mission Park               |
| 2 de octubre de 2016                        | Oro Valey        | Estados Unidos | The Golf Club at Vistoso           |
| 4 de octubre de 2016                        | Santa Ana        | Estados Unidos | The Observatory                    |
| 5 de octubre de 2016                        | West Hollywood   | Estados Unidos | Troubadour                         |
| 6 de octubre de 2016                        | Sacramento       | Estados Unidos | Ace of Spades                      |
| 10 de octubre de 2016                       | Baltimore        | Estados Unidos | Baltimore Sound Stage              |
| 11 de octubre de 2016                       | Filadelfia       | Estados Unidos | The Theatre of Living Arts         |
| 12 de octubre de 2016                       | Nueva York       | Estados Unidos | Irving Plaza                       |
| 14 de octubre de 2016                       | Detroit          | Estados Unidos | Saint Andrew's Hall                |
| 15 de octubre de 2016                       | Cleveland        | Estados Unidos | House of Blues                     |
| 16 de octubre de 2016                       | Chicago          | Estados Unidos | House of Blues                     |
| 18 de octubre de 2016                       | Laotto           | Estados Unidos | Country Heritage Winery            |
| 19 de octubre de 2016                       | Dayton           | Estados Unidos | Dayton Convention Center           |
| 21 de octubre de 2016                       | Louisville       | Estados Unidos | The Gillespie                      |

Etapa 5:
| Sudamérica              |                   |           |                    |
| 7 de diciembre de 2016  | São Paulo         | Brasil    | Citibank Hall      |
| 8 de diciembre de 2016  | Belo Horizonte    | Brasil    | Music Hall         |
| 9 de diciembre de 2016  | Río de Janeiro    | Brasil    | Circo Voador       |
| 11 de diciembre de 2016 | Porto Alegre      | Brasil    | Bar Opinião        |
| 13 de diciembre de 2016 | Buenos Aires      | Argentina | Teatro Ópera       |
| 14 de diciembre de 2016 | Asunción          | Paraguay  | Casco Antiguo      |
| 15 de diciembre de 2016 | Santiago de Chile | Chile     | Teatro La Cúpula   |
| 17 de diciembre de 2016 | Lima              | Perú      | Estadio San Marcos |

Etapa 6:
| Norteamérica        |                  |                |                         |
| 11 de marzo de 2017 | London           | Canadá         | London Music Hall       |
| 13 de marzo de 2017 | Quebec City      | Canadá         | Centre Vidéotron        |
| 14 de marzo de 2017 | Toronto          | Canadá         | Air Canada Centre       |
| 15 de marzo de 2017 | Montreal         | Canadá         | Bell Centre             |
| 17 de marzo de 2017 | Lake Buena Vista | Estados Unidos | America Gardens Theatre |
| 18 de marzo de 2017 | Lake Buena Vista | Estados Unidos | America Gardens Theatre |

Etapa 7:
| Europa             |         |          |             |
| 2 de junio de 2017 | Nürburg | Alemania | Nürburgring |

- Datos: Q105757633